# Emme (rivista)
Emme (M) è stato un giornale satirico italiano ad uscita settimanale, in allegato al quotidiano l'Unità dal 17 settembre 2007 al 26 gennaio 2009, dopo quattro numeri zero pubblicati fra 16 aprile e il 25 giugno 2007, per un totale di 69 numeri.
Si proponeva come diretto discendente delle storiche riviste satiriche Tango e Cuore, anch'esse allegate al giornale dell'allora Partito Comunista Italiano.
Il supplemento vantava la collaborazione di alcuni fra i più famosi vignettisti d'Italia, da Sergio Staino (che ne è stato l'ideatore) a Ellekappa, da Vincino ad Altan, molti dei quali appartenenti alla vecchia squadra dei redattori di Tango e Cuore. Inoltre hanno collaborato Gianni Allegra, Mauro Biani, Mario Natangelo, Kangiano, Frago Comics, Franzaroli e molti altri.

## Premi
Nel 2008 ha vinto il premio di Forte dei Marmi come miglior giornale di satira politica.

## La chiusura
Con un editoriale di Sergio Staino sul numero del 19 gennaio 2009, si è dichiarata la chiusura della rivista a causa della difficoltà da parte dell'editore di coprire i costi del giornale satirico.
"In un incontro che ho avuto in queste ore alla sede de l'Unità con il direttore Concita De Gregorio e con il nuovo amministratore delegato Antonio Saracino, sono stato informato, con mia grande sorpresa, che la proprietà del giornale considera tuttora valido e in vigore, per quanto riguarda il supplemento Emme, il contratto stipulato nel 2007 e la conseguente disdetta inviatami nell'ottobre 2008. In altre parole, Emme, per la proprietà, chiude con l'ultimo numero di gennaio, cioè con il prossimo. E gli accordi presi con il direttore per il proseguimento di Emme all'interno del giornale ad 8 pagine, affiancato da un mensile da vendersi come allegato ad acquisto facoltativo? Un bellissimo progetto che però non ha, per usare un linguaggio governativo, alcuna copertura finanziaria e quindi va considerato nullo. Insomma, sembra che Concita ed io abbiamo fatto i conti senza l'oste, cioè senza considerare la situazione economica e finanziaria dell'editoria italiana e de l'Unità in specifico. Oggi, per quasi tutti i consigli d'amministrazione, sembra che la riduzione dei costi sia il problema assolutamente prioritario e molti quotidiani, assai più agguerriti e forti della nostra Unità, stanno tagliando supplementi, decurtando pagine, collaboratori e stipendi di collaboratori. Quest'oggi tocca ad Emme e mi sembra che ci sia davvero ben poco su cui insistere o recriminare. Rimangono alcune speranze aperte, non certo di facile realizzazione: una forte e significativa impennata nelle vendite del quotidiano e il possibile inserimento di Emme in una rinnovata e fortificata presenza online de l'Unità. Vedremo. Per ora ci piace salutarvi con un arrivederci e, pur nel dispiacere della chiusura, gioire per questi due anni di vita che hanno riaperto le speranze di un giornale satirico in Italia, che ha messo insieme, in buona armonia, una discreta serie di cervelli satirici, molti dei quali davvero giovani e nuovi. Li ringrazio tutti, uno ad uno, così come ringrazio i lettori che ci sono stati vicini in questo non breve periodo. Ma un grazie ovviamente speciale lo rivolgo volentieri al direttore Padellaro e all'amministratore delegato Poidomani, che vollero darmi, nella primavera 2007, la possibilità di mettere in piedi questa bella scommessa e all'attuale direttrice De Gregorio, che ci ha dimostrato grande simpatia e fino all'ultimo ha tentato di farci sopravvivere sulle pagine del suo bel giornale.
Speriamo di rivederci presto,
Sergio Staino".